# Strunjan
Strunjan (en Italiano, Strugnano) es una localidad dentro del municipio de Piran, en la región del Litoral esloveno.
La Reserva Natural de Strunjan es la sección de línea de costa virgen más larga de todo el Golfo de Trieste.